# الممتع في شرح المقنع
الممتع في شرح المقنع أحد كتب الفقة، ألفه زين الدين ابن المنجا (631 هـ 695 هـ - 1234 - 1296), هو عبارة عن شرح لكتاب المقنع لابن قدامة، وقد تناول ابن المنجا لكتاب المقنع عبارة عبارة شارحا إياها شرحا وافيا في عبارة سهلة، ذاكرا الروايات والأوجه ومدللا لكل رواية أو وجه بالأدلة العقلية والنقلية، ذاكرا آراء الأصحاب في كل مسألة، وقد تميز ابن المنجى في كتابه بسوق الأدلة العقلية لكل رأي ثم يعقبه بالأدلة النقلية من الكتاب والسنة مخرجا إياها من الكتب المشهورة ثم يوجهها.

## منهج زين الدين في كتابه
كان لزين الدين غاية محددة ومنهجٌ واضحٌ في كتابه، تمثل بـ:
1. إدراج أدلة أحكام المسائل المذكورة في المقنع. ومن أمثلة ذلك إجزاء نضح الماء في بول الغلام الذي لم يأكل الطعام. فذكر حديث أم قيس بنت محصن الأسدية قالت: (دخلت بابنٍ لي على رسول الله ﷺ لم يأكل الطعام. فبال على ثوبه. فدعى بماءٍ فرشه عليه).[3]
2. تصحيح الروايات والأوجه. ومثل ذلك ما جاء في الأذان، حيث نقل قولًا أنه فرض كفاية، ثم نقل عن الإمام أحمد أنه سنة لما روى الأثرم بإسناده عن علقمة والأسود قالا: «دخلنا على عبد الله فقام فصلى بلا أذان ولا إقامة».[4] فقام بترجيح الرأي الأول.[5]
3. حمل بعض الروايات المختلفة إحداها على حالة والأخرى على حالة أخرى. ومثال ذلك: عند ذكر القول في المقنع: «ثم يرفع رأسه مكبرًا ويقوم على صدور قدميه معتمدًا على ركبتيه إلا أن يشق عليه فيعتمد بالأرض. وعنه: أنه يجلس جلسة الاستراحة على قدميه وإليتيه ثم ينهض» قال زين الدين بعد ذكر الروايتين: وقيل: اختلاف الروايتين يرجع إلى اختلاف حالتين، فحيث قال: يجلس إذا كان المصلي ضعيفًا. وحيث قال: لا يجلس أراد إذا كان قويًا.[6]
4. عزو الأحاديث الواردة إلى مصادرها المشهورة في السنة. ومن ذلك حديث أن النبي ﷺ قال للمسيء في صلاته: ((إذا أدركت الصلاة فأحسن الوضوء، ثم استقبل القبلة فكبر))[7]، فعزاه إلى صحيح البخاري.
5. المقارنة بين آراء الموفق في كتاب المقنع، مع آراءه في كتاب المغني وكتاب الكافي مع الاستفادة من التعليلات التي أوردها موفق الدين في كتابيه الأخيرين. ومن ذلك قوله في فصل الاستطاعة من كتاب المناسك تعقيبًا على قول المصنف: «الشرط الخامس: الاستطاعة. وهو: أن يملك زادًا وراحلة صالحة لمثله بآلتها الصالحة لمثله، أو ما يقدر به على تحصيل ذلك فاضلًا عما يحتاج إليه من مسكن وخدمٍ وقضاء دينه ومؤنته ومؤونة عياله على الدوام» فذكر بعدها: وأما قول المصنف رحمه الله: على الدوام، ففيه نظر، وذلك أنه ذكر في المغني والكافي نفقة العيال. وقال فيهما: إلى أن يعود. وكذلك قال سائر الأصحاب. وطريق التصحيح أن يحمل قوله هنا على ذلك، ويمكن أن يحمل ذلك على ظاهره، ويكون قد قصد النفقة عليه وعلى عياله في ذهابه وعوده وما بعد ذلك.....[8]
6. اقتصر على المذهب الحنبلي في القضاء بالمسائل الفقهية الواردة.
7. استخدامه لبعض المصطلحات التي لها دلالات خاصة. ومنها:

- قوله «الرواية» وهنا يقصد بها الحكم المروي عن الإمام أحمد بن حنبل.
- وقوله «النص» ويقصد به النص الصريح في الحكم بما لا يحتمل آراء وأوجهًا أخرى.
- وقوله «وعنه» يقصد به رواية الإمام.
- وقوله «الوجه» فهو قول بعض الأصحاب وتخريجه.
- وقوله «التخريج» فهو نقل حكم مسألة إلى ما يشابهها، والتسوية بينهما.
- وقوله«ظاهر المذهب» فيقصد به المشهور في المذهب.

## عيوب على الكتاب
يعد الكتاب من أهم الكتب في الفقه الحنبلي، وتقريبًا لم يذكر أحدٌ عيبًا له، ومما ذكر عليه:
1- ترك زين الدين بعض المسائل من غير تحرير، ويغلب الظن أنه الموت اداركه قبل إتمامها؛ لكنها مسائل قليلة جدًا، لا تؤثر في قيمة الكتاب.
2- اقتصاره في القضاء بالمسائل على رأي شيوخ المذهب. وهذا ليس عيبًا واضحًا، فالكتاب أساسًا في فقه هذا المذهب، فليس هنالك من داعٍ ليذكر آراء باقي المذاهب.